# Mount Mooney
Mount Mooney är ett berg i Antarktis. Det ligger i den centrala delen av kontinenten. Inget land gör anspråk på området. Toppen på Mount Mooney är 2 850 meter över havet.
Terrängen runt Mount Mooney är varierad. Trakten är obefolkad. Det finns inga samhällen i närheten.